# The River of Doubt
The River of Doubt: Theodore Roosevelt’s Darkest Journey (em português:  “O Rio da Dúvida: a sombria viagem de Theodore Roosevelt e Rondon pela Amazônia”) é o primeiro livro da escritora estadunidense Candice Millard, lançado nos Estados Unidos em 2006, e que teve sua publicação no Brasil em 2007 pela Companhia das Letras (São Paulo), com tradução de José Geraldo Couto e prefácio de Marta Amoroso.
O livro relata a Expedição Científica Rondon-Roosevelt, cuja organização iniciou em 1913, e que ocorreu em 1914, tendo como missão o mapeamento de um rio desconhecido, descoberto no fim de uma das expedições de Cândido Rondon, em 1909, e que até então permanecia inexplorado. Cândido Rondon e Theodore Roosevelt, acompanhados por uma equipe de exploradores, entre eles o filho de Roosevelt, Kermit, desceram o rio, enfrentando as dificuldades da selva amazônica. Concomitantemente, o livro salienta as diferenças da personalidade dos dois exploradores, ambos considerados grandes homens em suas características de liderança e carisma.
O rio em questão, que até então era conhecido como Rio da Dúvida, recebeu posteriormente o nome de Rio Roosevelt. Anteriormente, outro livro contara a história da expedição, “Through the Brazilian Wilderness” (Pelas Selvas Brasileiras, Ed. Capo Paperback), escrito em 1914 por Theodore Roosevelt.

## Enredo

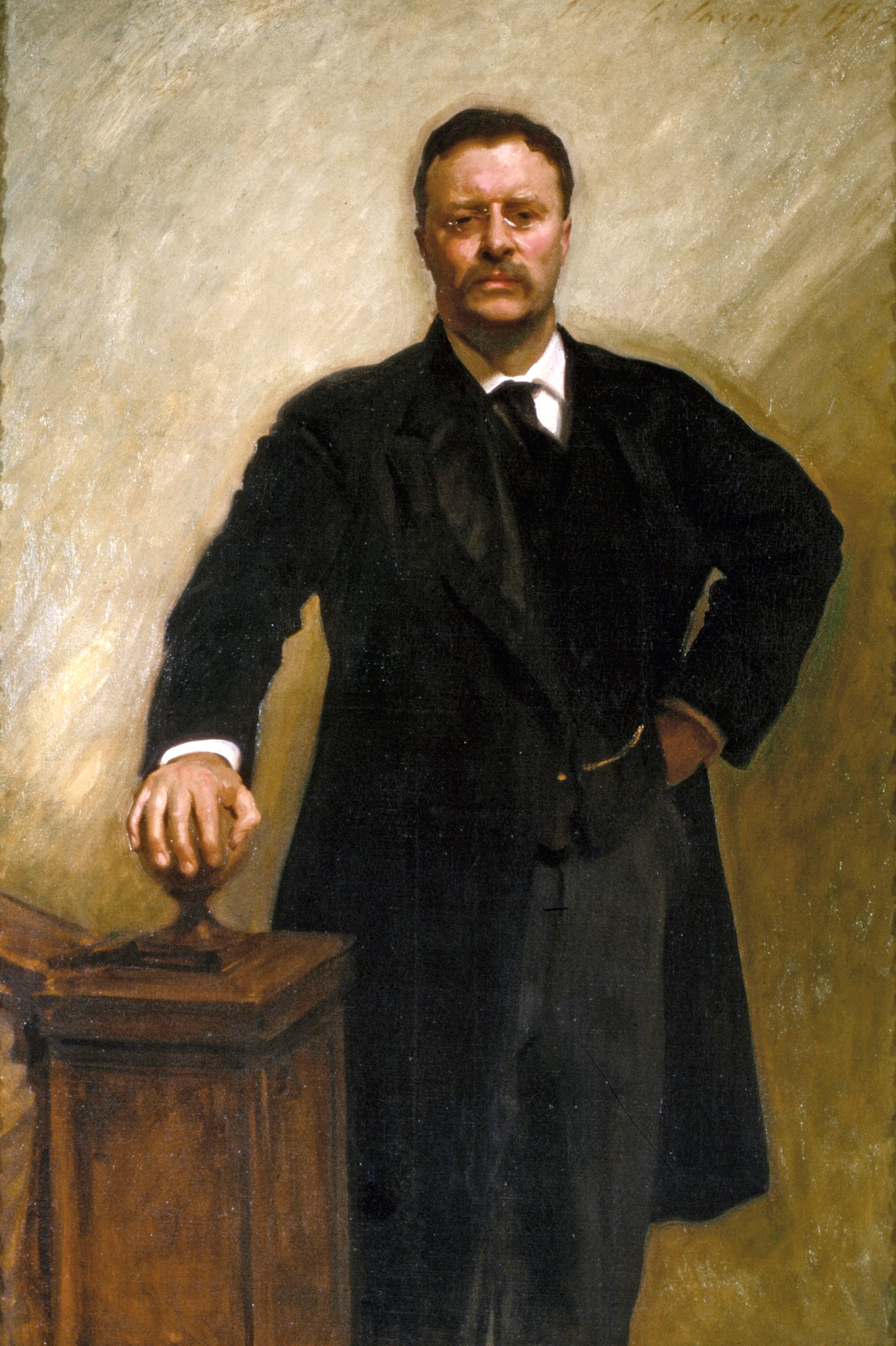
Retrato oficial de Theodore Roosevelt, feito por John Singer Sargent.

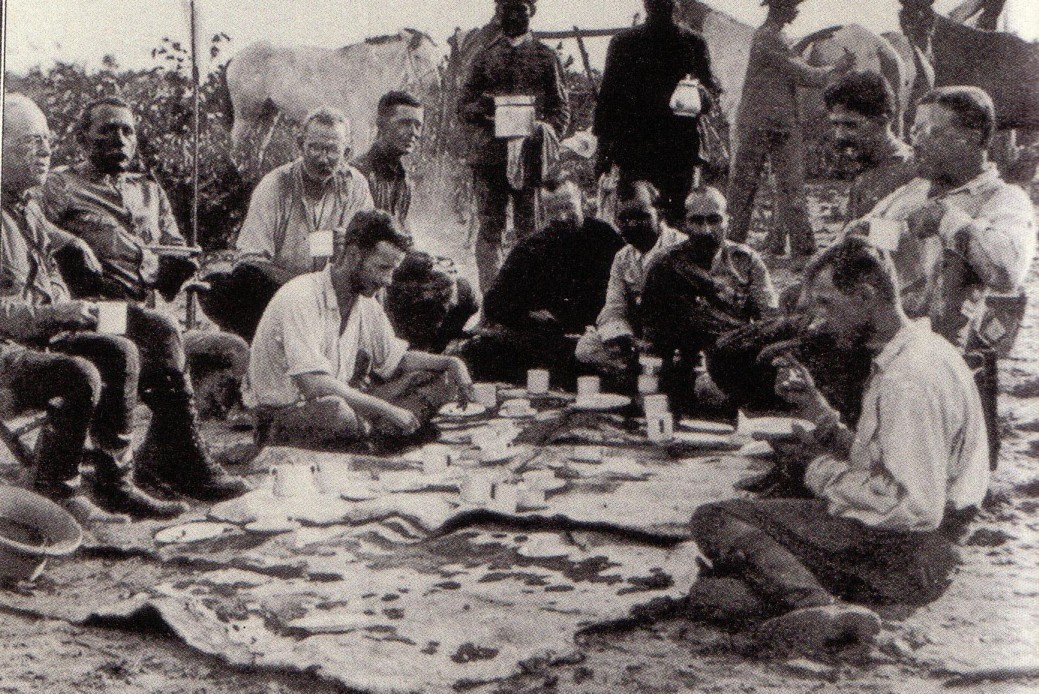
Da esquerda para a direita: Padre Zahm, Rondon, Kermit, Cherrie, Miller, quatro brasileiros membros da expedição, Roosevelt, Fiala. Foto de 1914.

O Presidente Theodore Roosevelt era conhecido pelo seu espírito aventureiro, tendo participado de vários safáris na África e excursões no interior dos Estados Unidos. Em 1913, após dois mandatos como presidente e de uma tentativa frutrada para um terceiro mandato, resolveu fazer uma expedição por terras brasileiras. Entre os vários itinerários, resolveu-se por uma desafiadora missão: mapear um rio que fora descoberto por Cândido Rondon, no final de uma excursão que fizera em 1909, e que ainda não fora devidamente explorado.
O rio em questão, que fora chamado por Rondon de Rio da Dúvida justamente pela incerteza sobre o seu curso, apesar de seus 1600 quilômetros de extensão ainda permanecia inexplorado, e Roosevelt resolveu tomar a missão de seu mapeamento, tendo como guia Cândido Rondon, então com 48 anos, que passara a metade da vida explorando a Amazônia, tendo percorrido 22,5 mil quilômetros de território selvagem. Rondon só aceitou a missão, porém, sob a garantia de que seria um empreendimento científico sério.

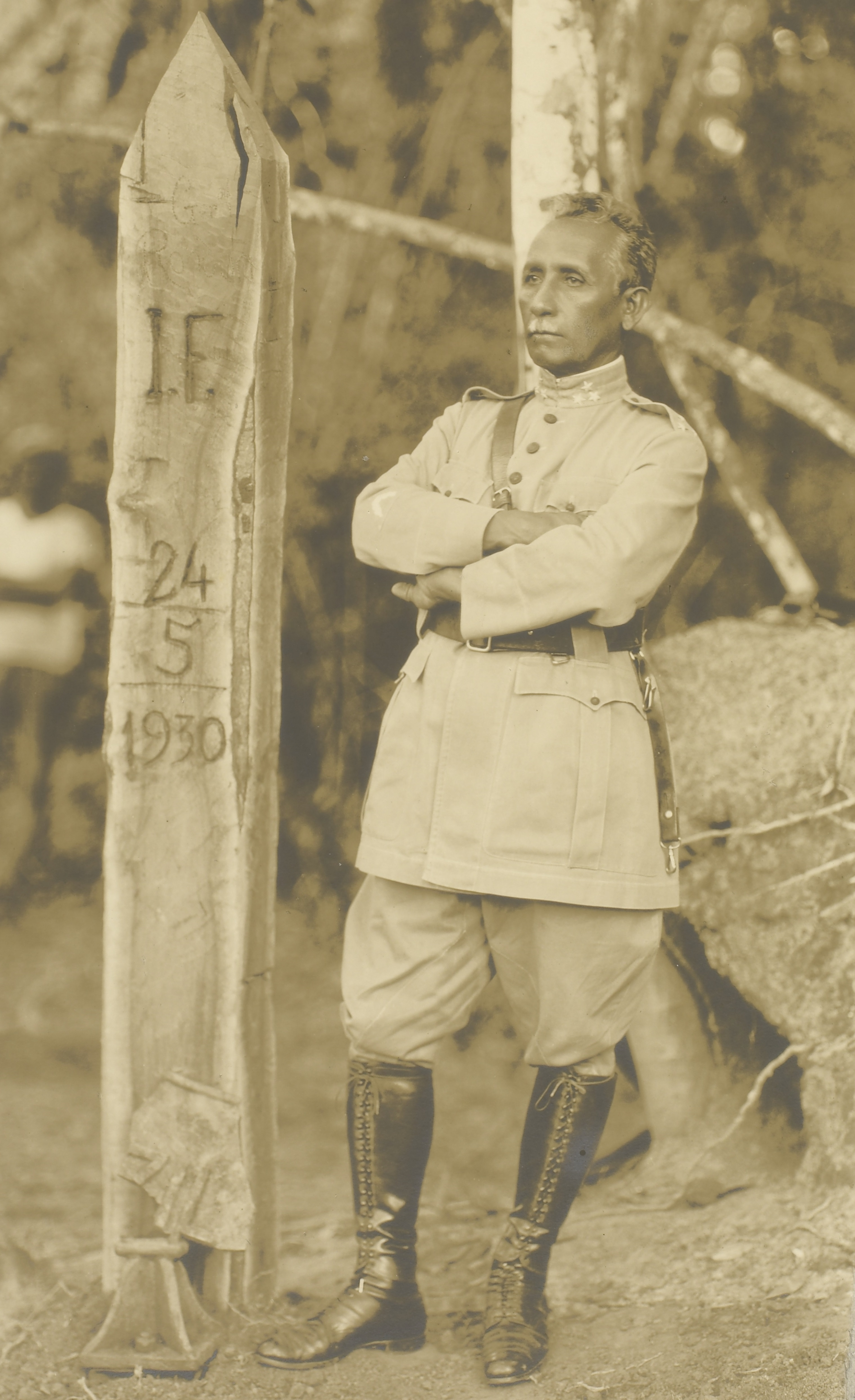
Cândido Rondon em 1930.

A descida do rio foi entre fevereiro e abril de 1914, e os participantes da expedição, entre eles o 3º filho de Roosevelt, Kermit, passaram por várias dificuldades, desde doenças tropicais, fome, hostilidade indígena, insetos, piranhas, até dificuldades de relacionamento dentro da própria equipe. Durante a expedição, três dos homens morreram, e a vida de Roosevelt – que teve uma infecção – e de seu filho – que quase morreu de malária – esteve muitas vezes em risco.
O livro traça também um comparativo entre a personalidade de dois homens tão distintos, em busca de uma mesmo objetivo: Roosevelt e Rondon. Cândido Mariano da Silva Rondon era um homem incansável e indomável na vastidão da Amazônia, e escreveria: “A morte e os perigos, não importa quanto sofrimento tragam, não devem atrapalhar a missão da expedição”. Era um homem disciplinado, e esperava essa mesma disciplina de seus homens. Levantava às 4 horas da manhã, nadava, fazia a barba sem espelho e tomava um desjejum simples. Não usava bebidas alcoólicas e nem permitia que seus homens o fizessem. Defendia tenazmente os índios, chegando a não deixar seus homens revidarem quando ameaçados ou atacados. Ordenava que nunca atirassem, e acreditava que a missão de proteger e pacificar os índios era maior que sua própria vida, e a de seus comandados.
Roosevelt, por sua vez, era um homem mais flexível, portanto, mais querido pelos seus homens, tendo a aparência mais divertida e despreocupada. Falava muito, de forma a se tornar, para o grupo, um “contador de histórias”. Embora simpatizasse com os índios, estava mais propenso “a conquistar do que a ser morto”. Apesar de nunca ter se livrado completamente do “modelo da fronteira americana com o qual havia crescido”, em sua autobiografia, escreveria: “muitos dos homens brancos eram, eles próprios, brutais e sem lei, e propensos a cometer abusos contra os índios”.